# Isla del Gran Condestable
La isla del Gran Condestable (en francés:Île du Grand Connétable) es una isla que está situada a 18 kilómetros de la desembocadura del río Approuague, en la Guayana Francesa, al norte de Suramérica. Junto con la isla de Petit Connétable (Pequeño Condestable), forma parte de la Reserva Natural Nacional de la isla del Gran Condestable (Réserve naturelle nationale de l'Île du Grand Connétable), gestionada por el Grupo de Estudio y Protección de las Aves de Guyana (GEPOG) y la Junta Nacional de Caza y Vida Silvestre (ONCFS). La palabra Condestable ("Connétable") es una deformación del término neerlandés "constapel", que significa artillero en esa última lengua. Posee una superficie de apenas 2 hectáreas (0,026 km²)
De 1893 a 1915, una compañía estadounidense explotó intensivamente el guano presente en abundancia en la isla, que cambió por completo su aspecto: los antigua cúpula se ha transformado en una gran placa circular en su centro dominado por un pico de más de 50 m sobre el nivel del mar, dos especies de pájaros desaparecieron durante este período.
Las islas se caracterizan por su densidad de aves. El acceso a la isla está prohibido al público en general para preservar la tranquilidad de las aves que anidan en grandes cantidades. Seis especies de aves marinas anidan aquí.
Estas islas son los únicos lugares disponibles para dar cabida a estas especies entre el Orinoco y el Amazonas. Esto hace que el sitio de un gran interés ecológico internacional.